# Valada
Valada is een plaats (freguesia) in de Portugese gemeente Cartaxo en telt 903 inwoners (2001).